# 约讷省公路网

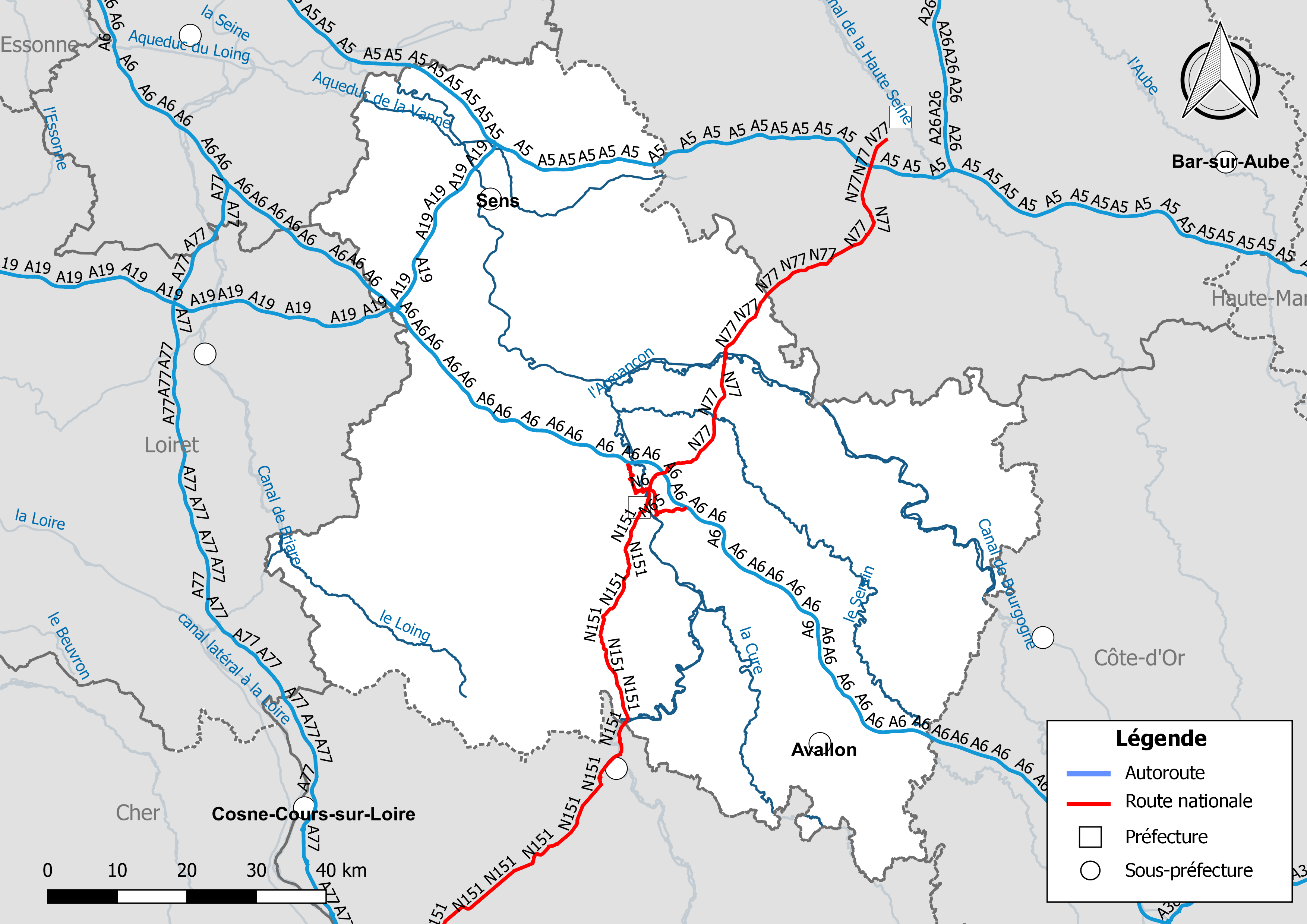
约讷省公路网

约讷省公路网是法国约讷省境内公路设施的统称。截止2020年9月，约讷省境内共有高速公路185公里，国道89公里，省道4860公里以及其它公路7966公里。

## 历史
约讷省的第一条公路出现于18世纪末，最初仅供马车行驶，工业革命后开始出现机动车辆。1930年，约讷省境内的公路系统进行了统一编号。1972年和2006年，法国的国道系统两次大规模拆分，其中约讷省境内的法国国道N5线、N43线等均改为省道，并重新编号。
|          | 2002  | 2003  | 2004  | 2005  | 2006  | 2007  | 2008  | 2009  | 2010  | 2011  | 2012  | 2013  | 2014  | 2015  | 2016  | 2017  |
| -------- | ----- | ----- | ----- | ----- | ----- | ----- | ----- | ----- | ----- | ----- | ----- | ----- | ----- | ----- | ----- | ----- |
| 高速公路 | 185   | 185   | 186   | 185   | 185   | 186   | 186   | 185   | 185   | 185   | 185   | 185   | 185   | 185   | 185   | 185   |
| 国道     | 296   | 297   | 297   | 95    | 95    | 91    | 90    | 90    | 90    | 97    | 90    | 89    | 89    | 89    | 89    | 89    |
| 省道     | 4630  | 4630  | 4630  | 4630  | 4830  | 4830  | 4860  | 4860  | 4860  | 4860  | 4860  | 4860  | 4860  | 4860  | 4860  | 4860  |
| 其它道路 | 7581  | 7583  | 7597  | 7594  | 7607  | 7624  | 7624  | 7592  | 7505  | 7505  | 7535  | 7581  | 7581  | 7670  | 7926  | 7966  |
| 总计     | 12692 | 12695 | 12710 | 12504 | 12717 | 12731 | 12760 | 12727 | 12640 | 12647 | 12670 | 12715 | 12715 | 12804 | 13060 | 13100 |

## 路网

### 高速公路
- 法国A5号高速公路（约讷省境内全长约41公里，共设有1个出入口和1个互通式立交桥）
- 法国A6号高速公路（约讷省境内全长约113公里，共设有6个出入口和1个互通式立交桥）
- 法国A19号高速公路（约讷省境内全长约31公里，共设有3个出入口和2个互通式立交桥）

### 国道
- 法国国道6线（法语：Route nationale 6 (France)）（约讷省境内全长约10.3公里）
- 法国国道65线（法语：Route nationale 65 (France)）（约讷省境内全长约4.6公里）
- 法国国道77线（法语：Route nationale 77 (France)）（约讷省境内全长约39.3公里）
- 法国国道151线（法语：Route nationale 151）（约讷省境内全长约35公里）

### 省道
| 约讷省省道列表                                     |             |                      | |                       |
| 编号                                               | 长度 （km） | 起点 连接线          | 主要途径市镇（斜体字表示该道路距离该市镇政府所在地最近距离超过1公里） | 终点 连接线           |
| D84                                                | 63.7        | 欧塞尔 N77           | 欧塞尔 ↔ 莫内托 ↔ 居尔日 ↔ 塞涅莱 ↔ 欧特里沃 ↔ 蒙圣叙尔皮斯 ↔ 阿尔芒松河畔布列农 ↔ 贝勒绍姆 ↔ 阿尔斯-迪洛 ↔ 旺德尔 ↔ 莱锡耶日 ↔ 莫里农 ↔ 拉什韦克新城 ↔ 莫里农 ↔ 拉伊 ↔ 库尔热奈 | （奥布省） D29        |
| D606 （北段）                                      | 79.9        | （塞纳-马恩省） D606 | 拉居雅尔新城 ↔ 维勒布勒万 ↔ 肖蒙 ↔ 尚皮尼 ↔ 维勒马诺什 ↔ 约讷河桥镇 ↔ 日西莱诺布勒 ↔ 屈镇 ↔ 桑斯附近圣但尼 ↔ 圣克莱芒 ↔ 桑斯 ↔ 马约 ↔ 罗尼 ↔ 韦龙 ↔ 帕西 ↔ 约讷河畔新城 ↔ 阿尔莫 ↔ 维勒瓦利耶 ↔ 维勒西安 ↔ 塞济 ↔ 贝翁/尚夫尔/茹瓦尼 ↔ 尚普莱 ↔ 埃皮诺莱沃夫 ↔ 沙尔穆瓦 ↔ 巴苏 ↔ 希谢里 ↔ 阿普瓦尼       | 阿普瓦尼 N6           |
| D606 （南段）                                      | 66.8        | 欧塞尔 D965          | 欧塞尔 ↔ 欧日 ↔ 约讷河畔尚 ↔ 圣布里勒维讷 ↔ 埃斯科利沃-圣卡米耶 ↔ 万塞勒 ↔ 巴泽尔讷 ↔ 双河镇 ↔ 韦尔芒通 ↔ 屈尔河畔吕西/屈尔河畔贝西 ↔ 屈尔河畔阿尔西 ↔ 屈尔河畔武特奈 ↔ 塞尔米泽勒 ↔ 日夫里 ↔ 沃德吕尼 ↔ 蓬托贝尔 ↔ 阿瓦隆 ↔ 马尼 ↔ 屈西莱福日 ↔ 圣马尼昂斯                                              | （科多尔省） D906     |
| D660                                               | 51.7        | （卢瓦雷省） D232    | 克莱里河畔萨维尼 ↔ 韦尔努瓦 ↔ 埃格里塞勒勒博卡日 ↔ 拉栋达格尔新城 ↔ 叙布利尼 ↔ 帕龙 ↔ 桑斯 ↔ 大马莱 ↔ 小马莱 ↔ 维利耶路易 ↔ 瓦讷河桥镇 ↔ 瓦讷河谷镇 ↔ 瓦讷河畔福瓦西 ↔ 莫利农 ↔ 拉什韦克新城 ↔ 巴纽 | （奥布省） D660       |
| D905                                               | 94.7        | 维利耶路易 D660      | 维利耶路易 ↔ 瓦讷河谷镇 ↔ 沃莫尔 ↔ 塞里西耶 ↔ 沃德尔 ↔ 阿尔斯-迪洛 ↔ 尚普洛 ↔ 圣弗洛朗坦 ↔ 热尔米尼 ↔ 比托 ↔ 佩尔塞 ↔ 弗洛里尼拉沙佩勒 ↔ 特龙舒瓦 ↔ 舍内 ↔ 达讷穆瓦讷 ↔ 托内尔 ↔ 唐莱 ↔ 莱济讷 ↔ 阿尔芒松河畔帕西 ↔ 昂西勒弗朗 ↔ 菲尔维 ↔ 上维利耶 ↔ 尼镇 ↔ 克里 ↔ 阿尔芒松河畔佩里尼 ↔ 阿尔芒松河畔艾西 | （科多尔省） D905     |
| D943                                               | 66.3        | （卢瓦雷省） D943    | 沙尔尼-奥雷德皮赛 ↔ 塞波 ↔ 贝翁 ↔ 茹瓦尼 ↔ 拉罗什圣西德鲁瓦讷 ↔ 米热讷 ↔ 埃农 ↔ 阿尔芒松河畔布列农 ↔ 圣弗洛朗坦 ↔ 热尔米尼 ↔ 比托 ↔ 弗洛里尼拉沙佩勒 | （奥布省） D443       |
| D944                                               | 74.9        | （奥布省） D444      | 莫洛斯姆/达讷穆瓦讷 ↔ 埃皮讷伊 ↔ 托内尔 ↔ 伊鲁埃尔 ↔ 圣韦尔蒂 ↔ 艾格尔蒙 ↔ 尼特里 ↔ 茹城 ↔ 吕西勒布瓦 ↔ 埃托勒 ↔ 阿瓦隆 ↔ 圣日耳曼代尚 ↔ 屈尔河畔沙斯特吕 | （涅夫勒省） D944     |
| D951                                               | 19.5        | 日夫里 D606          | 日夫里 ↔ 布拉奈 ↔ 蒙蒂约 ↔ 阿斯坎 ↔ 韦泽莱 ↔ 沙穆 | （涅夫勒省） D944     |
| D952                                               | 25          | 托内尔 D905          | 托内尔 ↔ 阿尔芒松河畔圣马丁 ↔ 托雷 ↔ 吕尼 ↔ 维永 ↔ 阿尔托奈 | （奥布省） D452       |
| D955                                               | 57.9        | 茹瓦尼 火车站        | 茹瓦尼 ↔ 托隆河畔帕鲁瓦 ↔ 蒙托隆 ↔ 瑟南 ↔ 沙西 ↔ 奥克尔谷镇 ↔ 梅里拉瓦莱 ↔ 图西 ↔ 枫丹 ↔ 皮赛地区圣索沃尔 ↔ 皮赛地区穆捷 ↔ 特雷尼-佩勒斯-圣科隆布 | （涅夫勒省） D955     |
| D956                                               | 59.5        | 欧日 D606            | 欧日 ↔ 圣布里勒维讷 ↔ 圣西尔莱科隆 ↔ 普雷伊 ↔ 瑟兰河畔舍米伊 ↔ 艾格尔蒙附近利谢尔 ↔ 艾格尔蒙 ↔ 圣韦尔蒂 ↔ 莫莱 ↔ 瑟兰河畔阿奈 ↔ 努瓦耶 ↔ 桑西 ↔ 帕西伊 ↔ 埃蒂韦 ↔ 阿尔芒松河畔艾西 | （科多尔省） D956     |
| D957                                               | 51.9        | 韦泽莱 D951          | 韦泽莱 ↔ 圣佩尔 ↔ 塔鲁瓦索/沃河畔多默西 ↔ 伊朗 ↔ 沃德吕尼 ↔ 蓬托贝尔 ↔ 阿瓦隆 ↔ 萨维尼勒布瓦 ↔ 阿蒂 ↔ 居永平地镇 ↔ 塔尔西 ↔ 桑蒂尼 ↔ 皮西 ↔ 瓦西苏皮西 ↔ 比耶里莱贝勒枫丹 ↔ 阿尔芒松河畔艾西 | 阿尔芒松河畔艾西 D905 |
| D965 （西段）                                      | 58          | （卢瓦雷省） D965    | 拉沃 ↔ 圣法尔若 ↔ 龙谢尔 ↔ 梅济耶 ↔ 枫丹 ↔ 图西 ↔ 帕尔利 ↔ 普兰 ↔ 舍瓦讷 ↔ 维勒法尔若 ↔ 欧塞尔 | 欧塞尔 N65            |
| D965 （东段）                                      | 57          | 沃努瓦 N65           | 沃努瓦 ↔ 贝讷 ↔ 沙布利 ↔ 弗莱 ↔ 贝吕 ↔ 维维耶/塞里尼 ↔ 托内尔 ↔ 唐莱 ↔ 巴翁 ↔ 皮梅勒 ↔ 克吕济勒沙泰勒/格朗 ↔ 日尼 | （科多尔省） D965     |
| 1. 2. 3. 4. 5. 6. 7. 8. 9. 10. 11. 12. 13. 14. 15. |             |                      | |                       |